# Nuchim Raszkowski
Nuchim Nikołajewicz Raszkowski, ros. Нухим Николаевич Рашковский (ur. 18 kwietnia 1946 w Swierdłowsku, zm. 14 marca 2023) – rosyjski szachista, arcymistrz od 1980 roku.

## Kariera szachowa
Pomiędzy 1972 a 1991 r. ośmiokrotnie brał udział w finałach indywidualnych mistrzostw Związku Radzieckiego, najlepszy wynik osiągając w 1986 r. w Kijowie, gdzie zajął VIII miejsce. W 1974 i 1976 r. zwyciężył w mistrzostwach RFSRR, uczestniczył również kilkukrotnie w finałach indywidualnych mistrzostw Rosji. W 1982 r. podzielił I m. (wspólnie z Dawidem Bronsteinem) w mistrzostwach Moskwy, natomiast w 1992 r. zwyciężył w rozegranym w tym mieście memoriale Michaiła Tala (wspólnie z Michałem Krasenkowem i Siergiejem Makaryczewem). Największy sukces w karierze odniósł w 2007 r. w Hockenheim, gdzie zdobył tytuł mistrza Europy seniorów (zawodników powyżej 60. roku życia).
Wielokrotnie startował w turniejach międzynarodowych, sukcesy odnosząc m.in. w:
- Soczi (1979, I m.),
- Vrnjackiej Banji (1988, dz. II m. za Bosko Abramoviciem, wspólnie z Goranem Cabrilo i Ronny Gunawanem),
- Sztokholmie (1988, turniej Rilton Cup, za Ilią Smirinem, wspólnie z Lotharem Vogtem i Larsem Karlssonem),
- Cappelle-la-Grande – dwukrotnie dz. I m. (1989, 1990 – w obu przypadkach wspólnie z Markiem Hebdenem)
- Star Dojran (1991, I m.),
- Skopje (1991, dz. I m. wspólnie z Nikoła Mitkowem),
- Pile (1992, dz. I m. wspólnie z Robertem Tibenskym),
- Forli (1992, dz. II m. za Władimirem Małaniukiem, wspólnie z Jewgienijem Maljutinem),
- Gausdal (1993, dz. I m. wspólnie ze Stanisławem Sawczenko i Wiktorem Warawinem),
- Hastings (1995, turniej Masters, dz. II m. za Suatem Atalikiem, wspólnie m.in. z Aleksandrem Oniszczukiem i Jonathanem Parkerem),
- Niżnym Tagile (1998, dz. II m. za Andriejem Szarijazdanowem, wspólnie z Michaiłem Ułybinem i Alekssandrem Waulinem),
- Oberwart (2000, dz. II m. za Andriejem Szarijazdanowem, wspólnie m.in. z Robertem Ruckiem i Nikolausem Stancem),

Najwyższy ranking w karierze osiągnął 1 lipca 1995 r., z wynikiem 2560 punktów dzielił wówczas 30-31. miejsce wśród rosyjskich szachistów.